# Leptocephalus congroides
Leptocephalus congroides és una espècie de peix pertanyent a la família dels còngrids i l'única del gènere Leptocephalus.

## Hàbitat
És un peix marí i batipelàgic que viu fins als 522 m de fondària.

## Distribució geogràfica
Es troba a l'illa de Kamaran (el Iemen).

## Observacions
És inofensiu per als humans.